# FC Lausanne-Sport
FC Lausanne-Sport är en idrottsklubb i Lausanne i Schweiz som grundades 1896 under namnet Montriond FC. Klubben är främst känd för sin fotbollssektion men hade fram till 2009 även sektioner för friidrott, rodd och rullskridskohockey. 
Klubben spelar sina hemmamatcher på Stade Olympique de la Pontaise som har en kapacitet på 15 850 åskådare.
Sedan 2017 ägs klubben av den brittiska globala kemiföretaget Ineos.

## Historia
Man tävlade under namnet Montriond Lausanne fram till den 17 april 1920 då man bytte namn till FC Lausanne-Sport. Lausanne-Sport spelade i den schweiziska högstaligan 1906-1931 och 1932-2002 och har blivit schweiziska mästare vid sju tillfällen (1912–13, 1931–32, 1934–35, 1935–36, 1943–44, 1950–51, 1964–65). Klubben har vunnit Schweiziska cupen nio gånger (1935, 1939, 1944, 1950, 1962, 1964, 1981, 1998, 1999)
Den 4 juni 2002 blev Lausanne-Sport tvångsnedflyttad till andradivisionen då klubben inte nådde upp till de finansiella krav det schweiziska fotbollsförbundet ställde på klubbar i högstaligan. Man hade vid tillfället skulder på cirka 4 miljoner schweiziska franc. Sommaren 2003 blev klubben försatt i konkurs och fick starta om i den schweiziska fjärdedivisionen.
Säsongen 2010-2011 kvalificerade sig Lausanne-Sport för spel i Europa League efter att ha nått finalen i den schweiziska cupen. Man tog sig till gruppspelet men hamnade där sist bakom CSKA Moskva, AC Sparta Prag och Palermo.

## Meriter
Axpo Super League
- Segrare (7): 1912–13, 1931–32, 1934–35, 1935–36, 1943–44, 1950–51, 1964–65
- Tvåa (8): 1946–47, 1954–55, 1961–62, 1962–63, 1968–69, 1969–70, 1989–90, 1999–2000

Schweiziska cupen
- Segrare (9): 1935, 1939, 1944, 1950, 1962, 1964, 1981, 1998, 1999
- Tvåa (8): 1937, 1946, 1947, 1957, 1967, 1984, 2000, 2010